# Тати (река)
Тати — река в Туруханском районе Красноярского края, левый приток Енисея.
Протекает по восточной окраине Западно-Сибирской равнины. Протяжённость реки 60 км, площадь водосборного бассейна 330 км². Извилистая река течёт в пойменной часть Енисей, параллельно основному руслу, два значительных притока Тати названий не имеют, хотя по длине превосходят главную реку. Нижний, впадающий справа в 25 км от устья, длиной 38 км и верхний, в 40 км по левому берегу — 29 км длиной, протекающий по урочищу Кедровый лог. В среднем течении Тати соединяется протоками с соседними реками Артюгина и Алина. Впадает в Енисей на высоте 15 м, в 1282 км от устья.
По данным государственного водного реестра России относится к Енисейскому бассейновому округу.